# Boualem Bouguetaia
Boualem Bouguetaia (Oued Rhiou, 21 september 1946) is een Algerijns rechtsgeleerde en politicus. Sinds 2008 is hij rechter van het Internationale Zeerechttribunaal.

## Levensloop
Bouguetaia voltooide zijn studie rechten in 1973 aan Sorbonne met een meestergraad in internationaal recht. Na het behalen van een graad in economie en financiën aan het Institut d’études politiques de Paris promoveerde hij in 1979 tot doctor in de rechten. Van 1972 tot 1975 was Bouguetaia wetenschappelijk medewerker in de Algerijnse ambassade in Parijs totdat hij als adviseur in dienst kwam van het Ministerie van Defensie.
In 1987 werd hij gekozen in het Algerijnse parlement en was hij onder meer lid van de commissie voor internationale betrekkingen en de commissie voor financiën. In 1993 kreeg hij de leiding over de juridische afdeling van het Ministerie van Buitenlandse Zaken. Deze positie bekleedde hij tot 2001. In 2005 werd Bouguetaia opgenomen in de Senegalese Nationale Orde van de Leeuw.
Sinds 1 oktober 2008 is Bouguetaia rechter van het Internationale Zeerechttribunaal in Hamburg. Zijn ambttijd heeft een looptijd tot 30 september 2017.

## Werk (selectie)
- 1981: Les frontières méridionales de l'Algérie: de l'hinterland à l'utipossidetis; études et documents. S.N.E.D., Algiers